# Siriwat Ingkaew
Siriwat Ingkaew (thailändisch ศิริวัฒน์ อิงแก้ว; * 11. Januar 2002 in Khon Kaen) ist ein thailändischer Fußballspieler.

## Karriere

### Verein
Siriwat Ingkaew steht seit 2019 beim Khon Kaen United FC unter Vertrag. Der Verein aus Khon Kaen spielte in der Thai League 2zweiten Liga. Am 24. Dezember 2020 wechselte er auf Leihbasis zum Thai League 3Drittligisten Khon Kaen Mordindang FC. Der Leihvertrag wurde am 31. Dezember 2020 wieder aufgelöst. Am Ende der Saison 2021/22 stieg Khon Kaen in die Thai Leagueerste Liga auf. Zu Beginn der Saison 2023/24 wechselte er im Sommer 2023 auf Leihbasis zum Zweitligisten Phrae United FC. Sein Zweitligadebüt für den Verein aus Phrae gab Siriwat Ingkaew steht seit 2019 beim Khon Kaen United FC unter Vertrag. Der Verein aus Khon Kaen spielte in der Thai League 2zweiten Liga. Am 24. Dezember 2020 wechselte er auf Leihbasis zum Thai League 3Drittligisten Khon Kaen Mordindang FC. Der Leihvertrag wurde am 31. Dezember 2020 wieder aufgelöst. Am Ende der Saison 2021/22 stieg Khon Kaen in die Thai Leagueerste Liga auf. Zu Beginn der Saison 2023/24 wechselte er im Sommer 2023 auf Leihbasis zum Zweitligisten Phrae United FC. Sein Zweitligadebüt für den Verein aus Phrae gab Ingkaew am 20. Oktober 2023 (9. Spieltag) im Heimspiel gegen den Krabi FC. Bei dem 5:2-Erfolg stand er in der Startelf und spielte die kompletten 90 Minuten. Für Phrae bestritt er 16 Ligaspiele. Nach der Ausleihe kehrte er nach Khon Kaen zurück. Nach sechs Monaten wechselte er ein weiteres Mal auf Leihbasis zum Phrae United FC. Nach zwei Spielen kehrte er Ende Februar 2025 nach Khon Kaen zurück.

### Nationalmannschaft
Siriwat Ingkaew spielt seit 2023 für die thailändische U23-Nationalmannschaft.